# عمر ياسين
عمر ياسين لاعب كرة قدم مصري-فرنسي من مواليد كولومب في فرنسا يلعب حالياً في نادي فليتوود يونايتد الإماراتي.
لعب في الفئات السنية في باريس سان جيرمان و احترف بعدها في الإمارات في نادي العين ونادي الحمرية ونادي فليتوود يونايتد.